# Campionato portoghese di rugby a 15
Il campionato portoghese di rugby a 15, in portoghese conosciuto come Campeonato Nacional Divisão de Honra o più semplicemente Divisão de Honra, è la massima divisione del campionato di rugby a 15 del Portogallo.
La competizione è stata istituita nel 1958 dalla Federação Portuguesa de Rugby, la federazione nazionale. Il club più vittorioso del torneo è il CDU Lisbona con 20 edizioni, delle quali sei consecutive dal 1963-64 al 1968-69.

## Storia
La nascita della Federazione portoghese, datata 23 settembre 1957, e l'acquisizione degli organismi sociali di essa da parte del suo socio fondatore, l'Associação de Rugby de Lisboa (ARL), posero fine all'attività di quest'ultimo nel luglio 1958.
Questo portò alla prima edizione del campionato portoghese di rugby, intitolato al momento Campionato di Portogallo (in portoghese: Campeonato de Portugal), che si svolse durante la stagione 1958-59; la prima squadra a vincere il torneo fu la Belenenses.
All'epoca, erano nove le squadre partecipanti alla competizione: quattro provenienti dalle università e tutte della regione di Lisbona, ad eccezione dell'Académica.
Fu anche in questa stagione che si svolse la prima edizione della Coppa del Portogallo.
Negli anni sessanta e nella prima metà dei settanta ci fu una crescita significativa della pratica della disciplina in tutto il Paese: i club universitari erano sempre più numerosi e vennero progressivamente istituiti i vari campionati giovanili di categoria, in ordine: Under-21 nel 1963, Under-18 nel 1964, Under-16 nel 1969 ed Under-14 nel 1973; il rugby iniziò ad espandersi a nord e a sud della Capitale.
Nel 1965 la prima edizione della Coppa Iberica fu disputata tra i campioni e i secondi classificati di Spagna e Portogallo; l'istituzione della competizione internazionale contribuì ad un'ulteriore crescita del movimento rugbistico nazionale, giovando al campionato.
Tuttavia, questa espansione coincise con un periodo tra il 1974 e il 1979 durante il quale la Nazionale portoghese non disputerà match internazionali, ritardando l'innalzamento del livello tecnico dei campionati. L'attività delle selezioni giovanili a contatto con quelle straniere contribuì a formare una vasta gamma di giocatori che portarono ad miglioramento qualitativo del rugby portoghese negli anni ottanta.
Negli anni novanta, il rugby in Portogallo entra in una fase involutiva: gli impulsi nella disciplina, da parte dello Stato durante gli anni settanta e, poi, da parte delle associazioni nazionali di rugby negli anni ottanta, non erano più così abbondanti e il ridotto numero di tesserati, dei quali solo un terzo erano senior, generarono un ritardo nello sviluppo dello sport.
Dopo la partecipazione del Portogallo alla Coppa del Mondo di rugby 2007 in Francia, ci fu un nuovo impulso riguardante la diffusione del rugby nel Paese con la nascita di nuovi club e l'incremento del numero dei praticanti.

## Albo d'oro
| Edizione | Edizione | Vincitore          |
| -------- | -------- | ------------------ |
| 1        | 1958-59  | Belenenses         |
| 2        | 1959-60  | Benfica            |
| 3        | 1960-61  | Benfica            |
| 4        | 1961-62  | Benfica            |
| 5        | 1962-63  | Belenenses         |
| 6        | 1963-64  | CDU Lisbona        |
| 7        | 1964-65  | CDU Lisbona        |
| 8        | 1965-66  | CDU Lisbona        |
| 9        | 1966-67  | CDU Lisbona        |
| 10       | 1967-68  | CDU Lisbona        |
| 11       | 1968-69  | CDU Lisbona        |
| 12       | 1969-70  | Benfica            |
| 13       | 1970-71  | CDU Lisbona        |
| 14       | 1971-72  | CDU Lisbona        |
| 15       | 1972-73  | Belenenses         |
| 16       | 1973-74  | CDU Lisbona        |
| 17       | 1974-75  | Benfica Belenenses |
| 18       | 1975-76  | Benfica            |
| 19       | 1976-77  | Académica          |
| 20       | 1977-78  | CDU Lisbona        |

| Edizione | Edizione | Vincitore   |
| -------- | -------- | ----------- |
| 21       | 1978-79  | Académica   |
| 22       | 1979-80  | CDU Lisbona |
| 23       | 1980-81  | Técnico     |
| 24       | 1981-82  | CDU Lisbona |
| 25       | 1982-83  | CDU Lisbona |
| 26       | 1983-84  | CDU Lisbona |
| 27       | 1984-85  | CDU Lisbona |
| 28       | 1985-86  | Benfica     |
| 29       | 1986-87  | Cascais     |
| 30       | 1987-88  | Benfica     |
| 31       | 1988-89  | CDU Lisbona |
| 32       | 1989-90  | CDU Lisbona |
| 33       | 1990-91  | Benfica     |
| 34       | 1991-92  | Cascais     |
| 35       | 1992-93  | Cascais     |
| 36       | 1993-94  | Cascais     |
| 37       | 1994-95  | Cascais     |
| 38       | 1995-96  | Cascais     |
| 39       | 1996-97  | Académica   |
| 40       | 1997-98  | Técnico     |
| 41       | 1998-99  | GD Direito  |

| Edizione | Edizione  | Vincitore   |
| -------- | --------- | ----------- |
| 42       | 1999-2000 | GD Direito  |
| 43       | 2000-01   | Benfica     |
| 44       | 2001-02   | GD Direito  |
| 45       | 2002-03   | Belenenses  |
| 46       | 2003-04   | Académica   |
| 47       | 2004-05   | GD Direito  |
| 48       | 2005-06   | GD Direito  |
| 49       | 2006-07   | Agronomia   |
| 50       | 2007-08   | Belenenses  |
| 51       | 2008-09   | GD Direito  |
| 52       | 2009-10   | GD Direito  |
| 53       | 2010-11   | GD Direito  |
| 54       | 2011-12   | CDU Lisbona |
| 55       | 2012-13   | GD Direito  |
| 56       | 2013-14   | CDU Lisbona |
| 57       | 2014-15   | GD Direito  |
| 58       | 2015-16   | GD Direito  |
| 59       | 2016-17   | CDU Lisbona |
| 60       | 2017-18   | Belenenses  |
| 61       | 2018-19   | Agronomia   |
| 62       | 2019-20   | Técnico     |
| 63       | 2020-21   | Agronomia   |
| 64       | 2021-22   | Belenenses  |

### Riepilogo campionati vinti per club
| Club        | Vittorie | Edizioni |
| ----------- | -------- | --- |
| CDU Lisbona | 20       | 1963-64, 1964-65, 1965-66, 1966-67, 1967-68, 1968-69, 1970-71, 1971-72, 1973-74, 1977-78, 1979-80, 1981-82, 1982-83, 1983-84, 1984-85, 1988-89, 1989-90, 2011-12, 2013-14, 2016-17 |
| GD Direito  | 10       | 1998-99, 1999-2000, 2001-02, 2004-05, 2005-06, 2008-09, 2009-10, 2010-11, 2012-13, 2014-15, 2015-16                                                                                |
| Benfica     | 9        | 1959-60, 1960-61, 1961-62, 1969-70, 1975-76, 1985-86, 1987-88, 1990-91, 2000-01 |
| Belenenses  | 8        | 1958-59, 1962-62, 1972-73, 1974-75, 2002-03, 2007-08, 2017-18, 2021-22 |
| Cascais     | 6        | 1986-87, 1991-92, 1992-93, 1993-94, 1994-95, 1995-96 |
| Académica   | 4        | 1976-77, 1978-79, 1996-97, 2003-04 |
| Agronomia   | 3        | 2006-07, 2018-19, 2020-21 |
| Técnico     | 2        | 1980-81, 1997-98 |